# هيرويوكي واتانابي
هيرويوكي واتانابي (باليابانية: 渡辺裕之) (و. 1955 – م) هو ممثل، وطبال، من اليابان، ولد في ميتو، إيباراكي.

## التعليم
تعلم في جامعة تاكوشوكو.

## وصلات خارجية
- هيرويوكي واتانابي على موقع IMDb (الإنجليزية)
- هيرويوكي واتانابي على موقع ألو سيني (الفرنسية)
- هيرويوكي واتانابي على موقع ميوزك برينز (الإنجليزية)
- هيرويوكي واتانابي على موقع أول موفي (الإنجليزية)
- هيرويوكي واتانابي على موقع ديسكوغز (الإنجليزية)
- هيرويوكي واتانابي على موقع قاعدة بيانات الفيلم (الإنجليزية)
- هيرويوكي واتانابي على موقع كينوبويسك (الروسية)